# Rzhyschiv
Rzhyschiv (tiếng Ukraina: Ржищів) là một thành phố của Ukraina. Thành phố này thuộc tỉnh Kiev. Thành phố này có diện tích ? km2, dân số theo điều tra dân số năm 2001 là 8447 người.